# Liste der Baudenkmale in Wulkenzin
In der Liste der Baudenkmale in Wulkenzin sind alle denkmalgeschützten Bauten der Gemeinde Wulkenzin (Mecklenburg-Vorpommern) und ihrer Ortsteile aufgelistet. Grundlage ist die Veröffentlichung der Denkmalliste des Landkreises Mecklenburg-Strelitz mit dem Stand vom 18. März 2011. 

## Baudenkmale nach Ortsteilen

### Wulkenzin
| ID | Lage                  | Bezeichnung                      | Beschreibung | Bild           |
| -- | --------------------- | -------------------------------- | ------------ | -------------- |
|    | Alter Damm            | Spritzenhaus                     |              |                |
|    | Alter Damm            | Kriegerdenkmal 1914/18           |              |                |
|    | Alter Damm 48 (Karte) | Pfarrhof mit Pfarrhaus und Mauer |              |                |
|    | (Karte)               | Kirche mit Friedhofsmauer        |              | Weitere Bilder |

### Neu Rhäse
| ID | Lage | Bezeichnung                                                          | Beschreibung | Bild |
| -- | ---- | -------------------------------------------------------------------- | ------------ | ---- |
|    |      | Forsthof mit zwei Wohnhäusern, 2 Stallscheunen und einer Feldscheune |              |      |
|    |      | Friedhof, Glockenstuhl mit Eisenglocke                               |              |      |
|    |      | Gutsanlage mit                                                       |              |      |
|    |      | - Gutshaus                                                           |              |      |
|    |      | - Speicher                                                           |              |      |
|    |      | - Holzscheune                                                        |              |      |
|    |      | - Stall                                                              |              |      |

## Vorgesehener Denkmalbereich
nach der Denkmalliste vom 16. Dezember 1996, bisher noch nicht durch Verordnung ausgewiesen
| ID | Lage                                                                   | Bezeichnung                                       | Beschreibung | Bild |
| -- | ---------------------------------------------------------------------- | ------------------------------------------------- | ------------ | ---- |
|    | Lindenstraße 1/2, 3/4, 5/6, 7/8, 9/10,/11, 12/13, 14/15, 16/17 (Karte) | Dorfanger Neu Rhäse, Wohnhäuser mit Nebengebäuden |              |      |

## Quelle
- Karte der Baudenkmale im Geoportal des Landkreises

- Karte mit allen Koordinaten:
- OSM |
- WikiMap